# Karl von Heygendorff
Karl Wolfgang von Heygendorff (* 25. Dezember 1806 in Weimar; † 17. Februar 1895 in Dresden) war der außereheliche Sohn des Großherzogs Karl August von Sachsen-Weimar-Eisenach  (1757–1828) und der Schauspielerin Karoline Jagemann (1777–1848).

## Leben

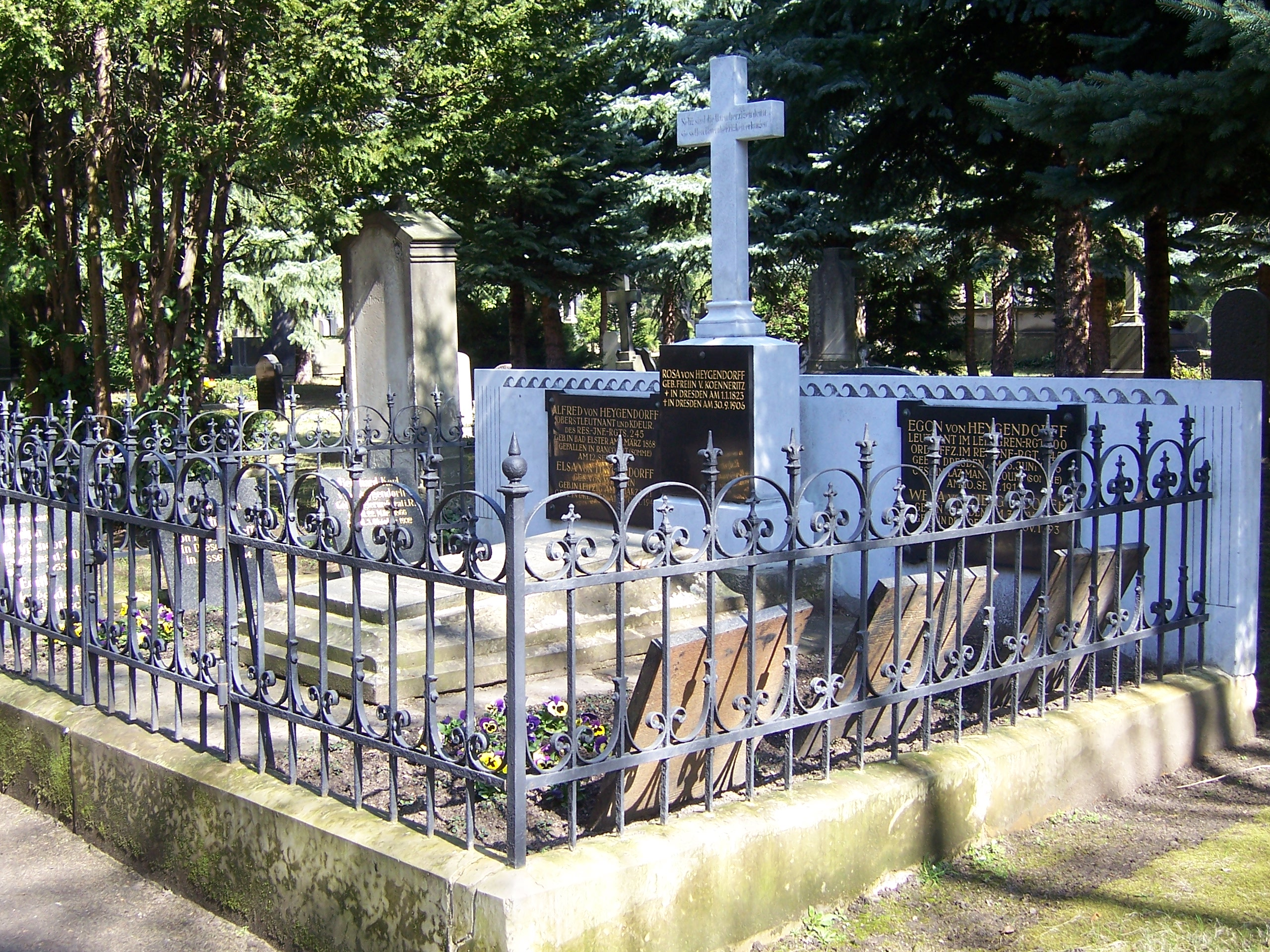
Grab von Karl von Heygendorff auf dem Trinitatisfriedhof in Dresden

Seine Mutter war seit 1801 die Geliebte des Herzogs, der sie zum 25. Januar 1809 als „Freifrau von Heygendorff“ in den erblichen Adel erhob und ihr das Rittergut Heygendorf überließ. Ihrem Sohn Karl Wolfgang wurde am 16. Mai 1809 offiziell der Titel von Heygendorff verliehen, womit er dem erblichen großherzoglich-sächsischen Adel angehörte.
Heygendorff trat 1825 in das sächsische Garde-Reiter-Regiment ein und wurde hier 1844 Rittmeister. Bei den Feldzügen 1849 nahm er teil. 1850 wurde er zum Major befördert. Von 1856 bis 1860 war er als Oberstleutnant Stabsoffizier des 1. Reiter-Regiments Kronprinz. Im August 1865 wurde er mit der Verleihung des Charakters eines Generalmajors aus der Armee verabschiedet.
Heygendorff war dreimal verheiratet. Am 1. Juni 1831 heiratete er Meta Abegg (1810–1835), deren Name kurz zuvor wohl als Inspiration für Robert Schumanns Abegg-Variationen gedient hatte. Therese Adelaide von Watzdorf (1808–1841), Tochter des sächsischen Generalleutnants Karl von Watzdorf, heiratete er am 10. Oktober 1836, welche er ebenfalls überlebte und noch ein drittes Mal heiratete. Am 24. Dezember 1848 heiratete er Rosa Klara von Könneritz (* 1823), Tochter des Diplomaten Hans Heinrich von Könneritz.
Heygendorff starb 1895 in Dresden und wurde auf dem Trinitatisfriedhof beigesetzt.